# Parme
Pour les articles homonymes, voir Parma et Parme (couleur).
Parme (en italien : Parma /ˈparma/ ;  en émilien-romagnol : Pärma /ˈpɛːʁma/) est une ville italienne, capitale de la province du même nom, et deuxième plus grande ville d’Émilie-Romagne en nombre d'habitants après la capitale régionale Bologne. Sa devise est : « Que les ennemis tremblent car la Vierge protège Parme ».
Située entre la chaîne des Apennins et la plaine du Pô, la ville est divisée en deux par la rivière Parma, affluent du Pô.
La ville de Parme doit sa notoriété à un ensemble d'éléments divers :
- éléments culturels : c’est la ville d'origine du chef d’orchestre Arturo Toscanini et du peintre Parmigianino ; le compositeur Giuseppe Verdi a grandi à Busseto dans la province de Parme et occupe encore aujourd'hui une place importante dans la vie musicale parmesane ;
- éléments sociologiques : le club de football Parme AC a remporté en quelques années un palmarès important ;
- éléments économiques de la province de Parme : les produits agricoles et leurs transformations agrolimentaires tels que le parmigiano reggiano ou le prosciutto di Parma ont forgé une image de produits authentiques.

## Géographie

### Situation
« Comme capitale, il lui revenait un fleuve, mais comme Parme est une petite capitale, elle a reçu un torrent, souvent à sec. »

— Attilio Bertolucci

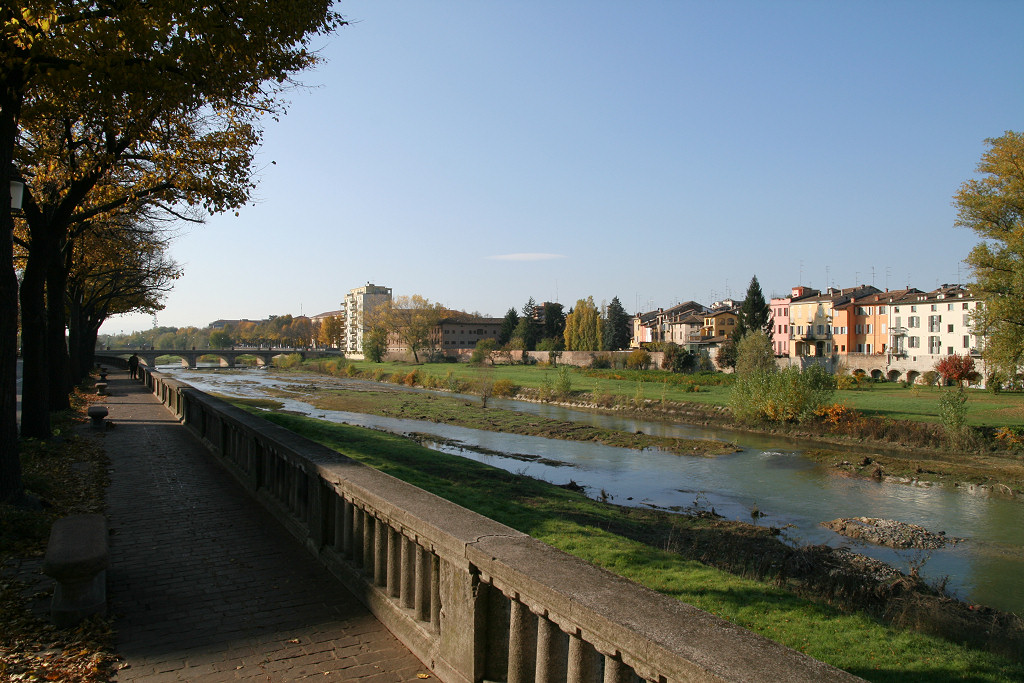
Le Parma à Parme.

Située au nord de l'Italie, dans la partie occidentale de l'Émilie, entre les Apennins et la plaine du Pô, sur le territoire de la Bassa padana, la ville est divisée en deux par le torrente Parma, affluent du Pô qui, juste avant de rentrer dans le cœur du centre historique, reçoit les eaux de son affluent la Baganza (it). Le torrent Parma est un cours d'eau au régime changeant, qui alterne entre les crues tumultueuses de la saison hivernale et les étés secs et désolés. Au début du XIXe siècle, le lit du torrent fut contenu entre de hauts murs, le lungoparma, qui donnent à la ville un profil continu.
Pour mettre le territoire de Parme à l'abri des risques hydrologiques liés à une crue du torrent, un bassin de rétention a été créé en 2006 à quelques kilomètres au sud du centre urbain, avec un barrage long de plus de 260 mètres et haut de 24 mètres, pouvant contenir douze millions de mètres cubes d'eau ; il s'agit du plus grand bassin de la région. Le territoire communal est entièrement plat et deux cours d'eau le délimitent, à l'ouest le Taro et à l'est l'Enza qui marque la séparation avec la province de Reggio d'Émilie voisine. La banlieue nord de la ville porte le nom de Parma bassa.
La ville est classée en zone sismique 3.

### Frazione
Alberi, Baganzola, Beneceto, Botteghino, Ca'Terzi, Calestano, Carignano, Carpaneto, Cartiera, Casalbaroncolo, Casalora di Ravadese, Casaltone, Case Capelli, Case Cocconi, Case Crostolo, Case Nuove, Case Rosse, Case Vecchie, Casino dalla Rosa, Casagnola, Castelletto, Castelnovo, Cervara, Chiozzola, Coloreto, Corcagnano, Eia, Fontanini, Gaione, Ghiaiata Nuova, Il Moro, La Catena, La Palazzina, Malandriano, Marano, Marore, Martorano, Molino di Malandriano, Osteria San Martino, Panocchia, Paradigna, Pedrignano, Pilastrello, Pizzolese, Ponte, Porporano, Pozzetto Piccolo, Quercioli, Ravadese, Ronco Pascolo, Rosa, San Prospero, San Ruffino, Valera, Viarolo, Viazza, Vicofertile, Vicomero, Vigatto, Vigheffio, Vigolante.

### Communes limitrophes
Collecchio, Felino, Fontanellato, Fontevivo, Gattatico (RE), Langhirano, Lesignano de' Bagni, Mezzani, Montechiarugolo, Noceto, Sala Baganza, Sant'Ilario d'Enza (RE), Sorbolo, Torrile, Traversetolo, Trecasali

### Climat
Le climat est tempéré continental d'abri avec des étés chauds et des températures comprises entre 16 °C et 30 °C (avec un record de 39,2 °C le 11 août 2003) et des hivers froids avec des températures comprises entre −1 °C et 5 °C (avec un record de −25 °C le 10 janvier 1985) en centre-ville, tandis que la campagne environnante enregistrait au même moment, un froid polaire de −33 °C . Le mois le plus pluvieux est octobre avec une moyenne de 91 mm, le moins pluvieux est celui de juillet avec une moyenne de 36 mm.

## Histoire

### Origines
D'origine étrusque, Parme devient romaine en 183 av. J.-C.. Pendant la période byzantine (553–568), Parme s'appelle Chrisopoli (la « cité d'or », peut-être en raison du Trésor militaire qui s'y trouvait). Les Lombards succèdent politiquement aux Romains d'orient mais héritent du christianisme et des traits culturels romains.
En 779, l'empereur Charlemagne attribue à l'évêque Guibodo le pouvoir temporel sur Parme et les territoires limitrophes.
Commune libre au XIIe siècle, Parme passe sous la domination milanaise des Visconti puis des Sforza et ensuite aux mains de la papauté en 1513 sous Jules II.
Chronologie de l'histoire de la ville de Parme

### Duché de Parme
En 1545, le pape Paul III Farnèse crée le duché de Parme et Plaisance pour l'octroyer à son fils Pierre-Louis. Le nouvel État surgi du néant suscite l'hostilité des seigneuries voisines, la famille d'Este de Ferrare et Modène, la famille Gonzague de Mantoue, du pouvoir impérial lui-même et surtout de la noblesse locale. Les Farnèse le gouvernent jusqu'en 1731.
En 1731, le duc Antoine-François meurt sans héritier mâle. Élisabeth Farnèse, nièce d'Antoine-François et épouse du roi Philippe V d'Espagne, obtient pour son fils Charles (futur roi d'Espagne), l'attribution du duché de Parme et Plaisance. Le duché passe ainsi aux mains des Bourbons-Parme.
À la fin de la guerre de Succession de Pologne, le traité de Vienne de 1738 donne le duché de Parme aux Habsbourg d'Autriche. Lors de la guerre de Succession d'Autriche, les troupes espagnoles occupent Parme en 1745, mais ce n'est qu'avec le traité d'Aix-la-Chapelle qui met fin à cette guerre que le duché revient aux Bourbons-Parme. Philippe Ier de Parme, également fils cadet d'Élisabeth Farnèse, est le frère cadet de l'ex-duc Charles Ier mais aussi le gendre du roi de France Louis XV. Servant la réconciliation entre les maisons de Bourbon-Parme et de Habsbourg-Lorraine, les deux filles de Philippe Ier font de prestigieux mariages en épousant, l'aînée, le futur empereur Joseph II, la cadette, le roi Charles IV d'Espagne.
Philippe Ier crée pour la ville le premier boulevard d'Italie, le musée archéologique, la nouvelle structure du parc et toute une série de bâtiments ; tout arrive de France : 3 000 habitants de Parme sur moins de 40 000 sont français, dont le Premier ministre Guillaume Du Tillot et l'architecte Petitot. 
Le 21 mars 1801, par le traité de Madrid (en), Napoléon Bonaparte annexe à la République française le territoire de Parme, qui devient le département du Taro.
Le 11 avril 1814, l'empereur Napoléon Ier ayant abdiqué, le traité de Fontainebleau rétablit le duché de Parme, Plaisance et Guastalla qui retrouve ainsi sa pleine souveraineté. Il est mis sous la protection de la maison de Habsbourg-Lorraine qui le confie à Marie-Louise d'Autriche, épouse de Napoléon et fille de l'empereur François Ier d'Autriche. Celle-ci le conserve jusqu'à sa mort en 1847 et « semble avoir gagné le cœur de ses sujets ». Il est ensuite restitué aux Bourbons-Parme avec Charles II (1847-1849), Charles III (1849-1854) qui meurt assassiné et Robert Ier de Parme (1854-1859) qui règne sous la régence de sa mère Louise d'Artois, petite-fille du roi de France Charles X.

### Parme italienne
Le 15 septembre 1859, après des émeutes, la dynastie des Bourbons est déchue. L'année suivante, par un plébiscite, le pays et ses 502 000 habitants sont réunis au royaume de Sardaigne puis en 1861 au royaume d'Italie.
Au mois d’août 1922, Parme connaît des combats révolutionnaires qui opposent les socialistes, les Arditi del Popolo, aux fascistes, les squadristi. Les premiers sortent victorieux de cette lutte, mais cela n'empêchera pas le triomphe du fascisme italien.

## Culture
Dès le XVIIIe siècle, le développement de l'art et des institutions municipales, dans le cadre de la politique culturelle des Lumières et promue par Don Philippe de Bourbon, contribua à faire apparaître Parme comme « l'Athènes de l'Italie ». Le duché attire des artistes et des personnages illustres viennent y travailler. Les idées progressistes y cheminent.
L'histoire parmesane s'est, au fil du temps, enrichie de l'apport intellectuel de nombreux artistes, poètes et peintres qui ont contribué à créer une intense ferveur à l'égard des multiples centres d'intérêt culturels et qui ont laissé une empreinte importante dans les traditions artistiques et culturelles de la ville.

### Littérature et sciences
Le premier homme de lettres natif de Parme dont on a trace est Caius Cassius Parmensis (Ier siècle av. J.-C.), un auteur de tragédies et d'élégies, appartenant à l'une des familles romaines fondatrices de la ville.
À la Renaissance il faut signaler l'écrivain Filippo Beroaldo (1453-1505), Taddeo Ugoleto, homme de lettres du XVe siècle et l'écrivain du XVIe siècle Francesco Maria Grapaldo.

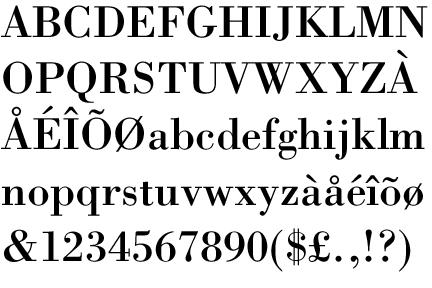
Jeu de caractères typographiques Bodoni.

Étienne Bonnot de Condillac (1714-1780), philosophe français, devint précepteur de l'infant Ferdinand et forma le jeune prince à certains préceptes du sensualisme alors très discuté en Europe. Le français Auguste de Keralio chargé lui aussi de l'éducation du jeune prince du 8 mars 1757 jusqu'en 1769, lui inculque les idées des philosophes en mettant l'intelligence et la compréhension au centre de son éducation, et tente d'en faire un « roi-philosophe ». Il est l'intermédiaire des échanges entre d'une part les savants encyclopédistes français, D’Alembert, Condorcet et Bossut, et d’autre part les philosophes milanais, Cesare Beccaria, Pietro Verri et Paolo Frisi. Claude Millot, homme de lettres français (1726-1785) fonda à Parme une École militaire pour la noblesse.
Les autres hommes de lettres et de sciences sont Carlo Innocenzo Frugoni, librettiste et poète (1692-1768), Paolo Maria Paciaudi, archéologue (1710-1785), Ireneo Affò, historien d'art (1741-1797), Giambattista Bodoni, typographe (1740-1813), Angelo Mazza, poète (1741–1817) et Carlo Castone de Torre di Rezzonico de Côme (1742-1796), homme de lettres à la Cour de Parme jusqu'en 1785.
En 1757 fut instituée l'École royale de Ballet où fut nommé directeur Pierre Delisle accompagné d'une compagnie d'acteurs français qui séjournèrent à la Cour jusqu'à la fin de 1758, jouant des œuvres classiques de Corneille, Racine ou Molière ou des auteurs modernes, au Teatro ducale de Parme ou à celui de Colorno.
La Vision de Stendhal

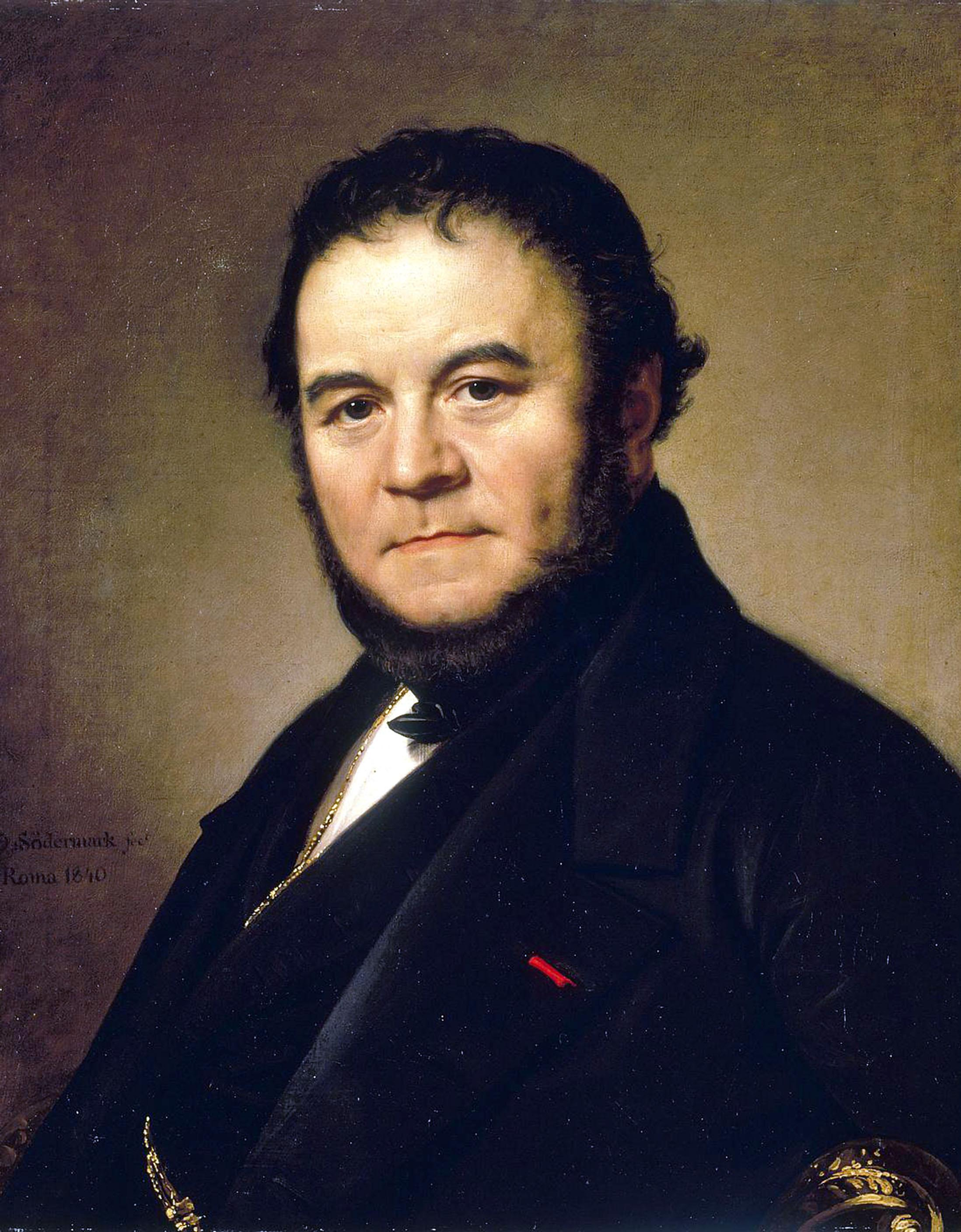
Stendhal.

Parme fut magnifiée par Stendhal qui la visita pour la première fois en 1814 et en fit une description romancée dans les pages de sa Chartreuse qui engendra le désir de Marcel Proust dans Du côté de chez Swann :

« Le nom de Parme, une ville où je désirais le plus aller depuis que j'avais lu La Chartreuse, m'apparaissant compact, lisse, mauve et doux, si on me parlait d'une maison quelconque de Parme dans laquelle je serais reçu, on me causait le plaisir de penser que j'habiterais une demeure lisse, compacte, mauve et douce, qui n'avait de rapport avec les demeures d'aucune ville d'Italie... »

— Marcel Proust, Du côté de chez Swann.
Stendhal n'évoque jamais la réputation culinaire de Parme dans La Chartreuse de Parme. Aucune occurrence du mot jambon, et Le Parmesan désigne soit le peintre Parmigianino, soit l'habitant de Parme, mais pas le fromage.
À l'époque contemporaine, Attilio Bertolucci (1911-2000) est un poète né près de Parme et Giovannino Guareschi (1908-1968) un romancier.

### Peinture et arts plastiques
Benedetto Antelami, architecte et sculpteur né en 1150, est l'auteur du baptistère.
Renommée autrefois pour les peintres qui y faisaient école à la Renaissance tel Francesco Marmitta et Le Corrège (fresque de l'église Saint-Jean-l'Évangéliste, 1520-1524), la ville vit naître le Parmigianino (1503-1540).
Au XVIIIe siècle, l'Académie des beaux-arts, fondée en 1752, institue aussitôt une série de prix annuels, divisés en catégories, qui permettent de percevoir l'affirmation précoce d'un goût néo-classique. Les contacts entre les artistes de Parme avec Rome et la France sont fréquents, et favorisés par l'acquisition d'œuvres par l'Académie et le Duc, collectionneur passionné. Dans ce contexte naît un art de cour tout à fait particulier, qui remplace la recherche du faste et de la prouesse technique par le goût de l'analyse et de la clarté. C'est ainsi que Giuseppe Baldrighi (1733-1802) fait vivre ses personnages dans une atmosphère intime et sereine. Parmi les autres peintres italiens, on peut citer Clemente Ruta (1685-1767) et Paolo Toschi, peintre (1788-1854).
On peut voir à Parme le sculpteur Boudard et l'architecte Ennemond Alexandre Petitot qui enrichit Parme de ses œuvres urbaines dont le Stradone et le casino qui porte son nom. Le peintre allemand Johan Joseph Zoffany (1733-1810) y séjourna également.
En 1771, Goya reçoit le second prix de peinture de l'Académie de Parme.
Au XXe siècle sont en lien avec la ville le peintre Oreste Carpi (1921-2008) et le réalisateur Bernardo Bertolucci (1941-2018), ainsi que l'acteur Lino Ventura (1919-1987) et l'éditeur Franco Maria Ricci né en 1937.

### Musique

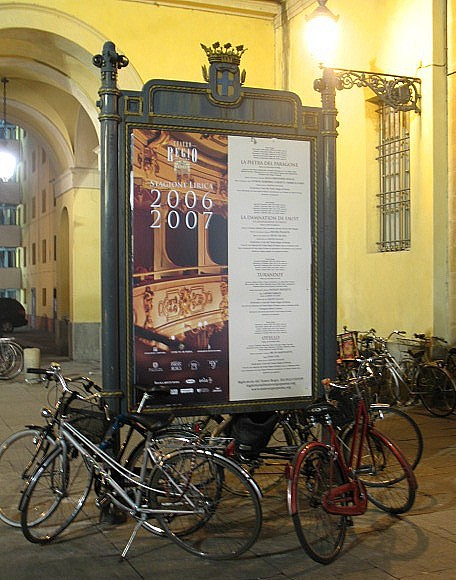
La passion des Parmesans : opéra et bicyclette.

Déjà au XVIe siècle, sensible à l'importance sociale de cet art, la cour des Farnèse favorisa l'enseignement de la musique et plus particulièrement du luth auprès des princes et des pages. En 1570, les hôtes de la Paggeria recevaient des leçons de chant de Giulio Buonagiunta et de luth de Galeazzo Cacciardino. En 1601 fut fondé le Collège des Nobles (it) dont les matières intégraient toujours la musique et la danse.
En 1603 fut créée la Compagnie des violons à une période où cet instrument n'occupait pas encore un rôle spécialisé dans le déroulement des œuvres théâtrales.

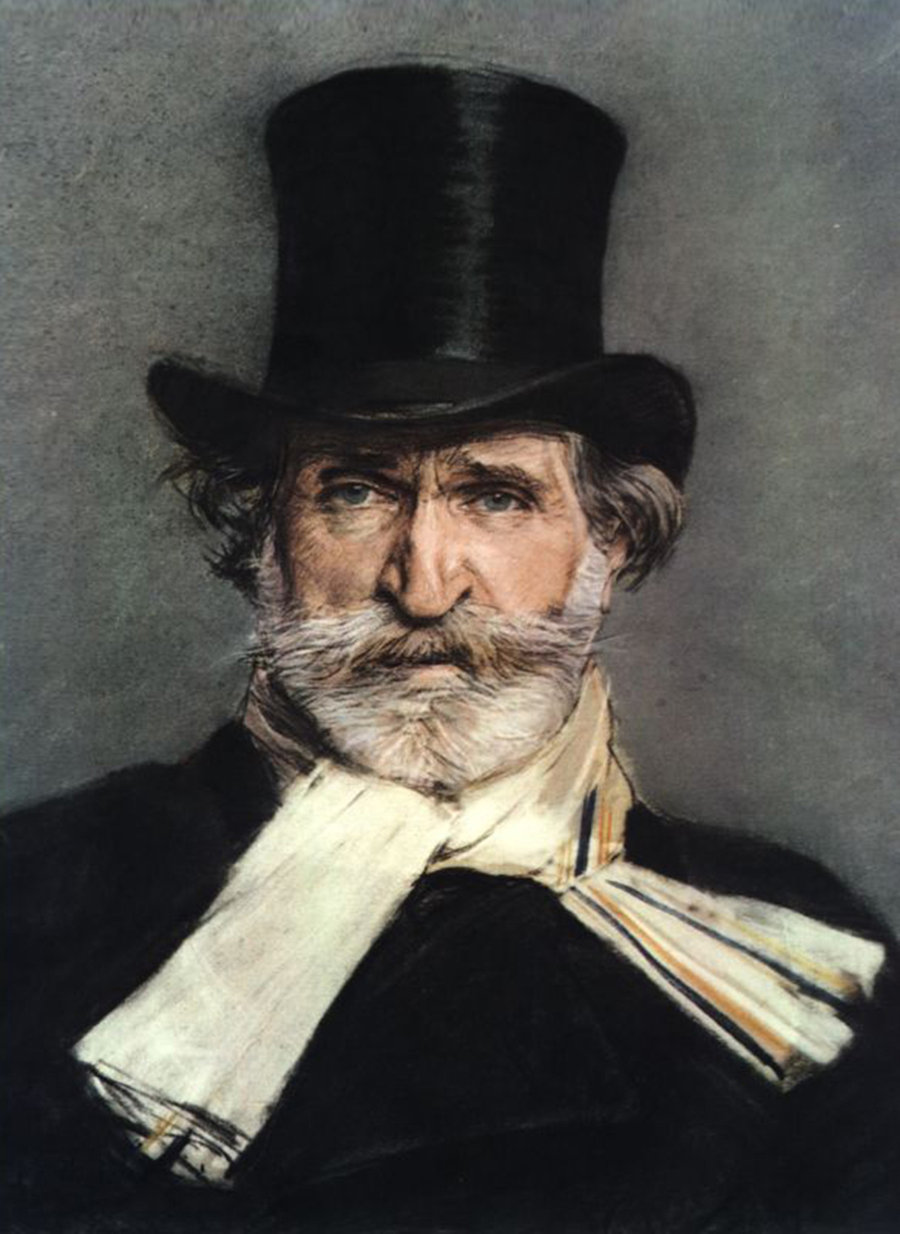
Giuseppe Verdi.

La musique a donc toujours eu un rôle important pour la ville mais la vraie culture musicale s'affirma entre la fin du XVIIIe  et les premières décennies du  XIXe siècle. Croisement politique et culturel entre Paris et Vienne (environ 4 000 Français vivaient entre les murs de la ville au XVIIIe siècle.), Parme devint en fait un véritable laboratoire pour le développement de la musique et du rôle de l'orchestre en particulier.

« Actuellement Parme semble être une académie qui forme de bonnes ballerines et qui pourra peut-être fournir à brève échéance les meilleurs danseurs à l'Italie, tout comme Paris pour la France. »

— Edmund Rolfe, 1761
Quelques années plus tard, en 1768, dans les lieux actuellement occupés par le Conservatoire de musique, la Reale Direzione Generale degli Spettacoli institua la Reale Scuola de' Cantanti ou Scuola di Canto ad uso del Ducale Teatro, dont l'enseignement avait pour objectif de former des chanteurs pour les chœurs des spectacles théâtraux et dans le but déclaré de rendre service au duché.
Parmi les compositeurs, il faut citer Gian Francesco Fortunati (it) (1746–1821), Ferdinando Paër, (1771-1839), Giovanni Bottesini (1821-1889), le grand Giuseppe Verdi (1813-1901) et Arturo Toscanini, compositeur (1867-1957).
L'activité notamment, au sein de l'orchestre ducal du célèbre musicien Niccolò Paganini (1782–1840), à l'initiative de Marie-Louise elle-même, influencera les premières dispositions de ce qui deviendra le concept moderne d'orchestre. En l'honneur du maestro Paganini, a surgi aujourd'hui, à proximité du centre et sur un projet de l'architecte Renzo Piano, un auditorium de 780 places doté d'installations technologiques et acoustiques sophistiquées assurant une fonctionnalité maximale.

« J'ai entre les mains les moyens de rendre heureux quatre cent mille âmes : la protection des sciences et des arts... Les Parmesans, mélomanes et gourmets, ne demandent pas de meilleur programme politique. »

— Marie-Louise, duchesse de Parme. Lettre à sa famille, 1816
Les traditions aristocratiques et un certain raffinement de la vie sociale caractérisent encore aujourd'hui le sentiment d'appartenance que ressentent les Parmesans, en particulier au travers de leur passion pour la musique d'opéra, écoutée et appréciée depuis des siècles par toutes les couches de la population.
Le plus prestigieux des douze théâtres présents dans la ville est le Teatro Regio, voulu par la duchesse Marie-Louise en 1829, qui symbolise la passion des habitants de Parme pour la musique. De grandes dimensions (84 m de longueur sur 37 m de largeur et 30 m de hauteur) il a une capacité de 1 400 places. Tous les ans se tient un festival consacré à Giuseppe Verdi. L’Auditorium Paganini a été conçu par l’architecte Renzo Piano en réaménagement d'un ancien bâtiment industriel de 1899. Placé au milieu d’un parc à proximité du centre historique, cet imposant auditorium a une capacité de 780 places. Parme est le siège de l'Orchestre symphonique de l'Émilie-Romagne « Arturo Toscanini » et d'un Conservatoire de musique institué en 1819 par la duchesse Marie-Louise. Fondé en 1990, la ville compte en outre l'unique orchestre italien de musique de chambre composé uniquement d'instruments à vent.

#### Parme, capitale musicale

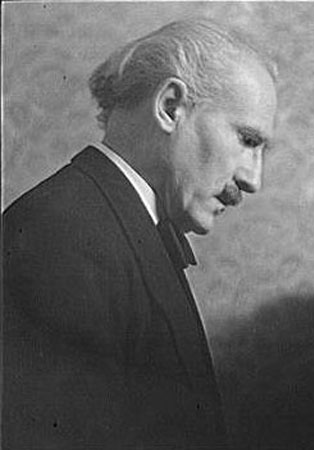
Arturo Toscanini.

Dans le but d'affirmer l'importance et le caractère central de la musique dans la vie culturelle de Parme, en 2004, les ministères des affaires culturelles, de l'équipement et des transports italiens ont constitué avec la commune de Parme la Fondazione Parma Capitale della Musica. La fondation, accueillie au sein du palazzo Cusani, palais du Quattrocento, s'est fixée pour objectif de faire de la ville une référence internationale en matière de valorisation, programmation et production musicale, et de développer des projets de recherche, d'étude et de formation, soutenant dans le même temps l'activité du Teatro Regio. Deux autres importantes institutions de la ville, ouvertes récemment au public, mettent en valeur le rôle de la musique à Parme : la Casa della Musica, elle aussi au Palazzo Cusani, qui conserve des objets, des photographies, des affiches et des vidéos relatives à la tradition musicale de Parme, du Seicento à nos jours, et la Casa del Suono, située dans l'espace de l'ancienne église de Santa Elisabetta qui a pour objectif de créer la synthèse d'un parcours historique et culturel lié à l'écoute de la musique, du phonographe à cylindres aux moyens modernes de reproduction et de diffusion sonore.

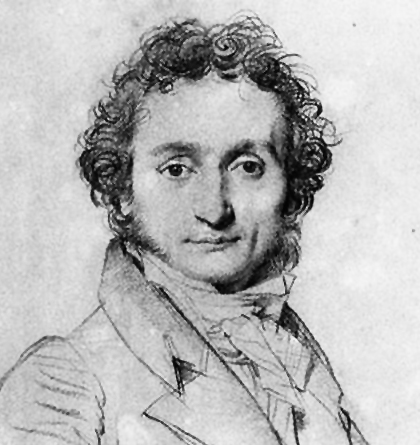
Niccolò Paganini.

« Dans le passé, les différentes activités présentes dans la cité émilienne se sont superposées, sont entrées en compétition, une coordination était nécessaire tout comme des possibilités d'augmenter l'offre musicale à un public qui deviendra toujours plus européen. »

— Pietro Lunardi (it), ex-ministre de l'Équipement, à l'occasion de la présentation de la Fondazione Parma Capitale della Musica dans la salle du cénacle de la Camera dei Deputati de Rome, le 5 juillet 2005.

« Il y a à Parme une tradition affirmée qui me permet d'affirmer que le mérite de cette initiative, plus qu'au maire et aux deux ministres, revient au public de Parme. »

— Rocco Buttiglione ancien ministre des Affaires culturelles, lors de la même occasion.

### Culture contemporaine
Aujourd'hui, grâce au rôle nouveau qu'elle tient au sein de l'Union européenne et à la création d'une importante agence européenne, la ville prépare son avenir dans le cadre de cette investiture destinée à produire un processus d'internationalisation et de croissance sociale et culturelle, réaffirmant son ancienne tradition de petite capitale.

« Je suis aussi fasciné par les multiples influences historiques qui ont forgé la Parme moderne, celle du dynamisme industriel et agroalimentaire, des universités dans les secteurs de pointe, de l'art du savoir-vivre. Parme est réellement un beau champion d'Europe — plurielle et ouverte sur le monde. »

— José Manuel Durão Barroso, président de la Commission européenne, le 11 janvier 2008, à l'occasion de l'inauguration de la nouvelle année académique du Collège européen de Parme.
La culture de la ville de Parme s'exprime aussi au travers d'une trentaine de musées qui couvrent toutes les périodes de l'histoire de la peinture mais aussi d'autres arts (musique, typographie) ainsi que les sciences (histoire naturelle, ethnologie).

### Patrimoine architectural

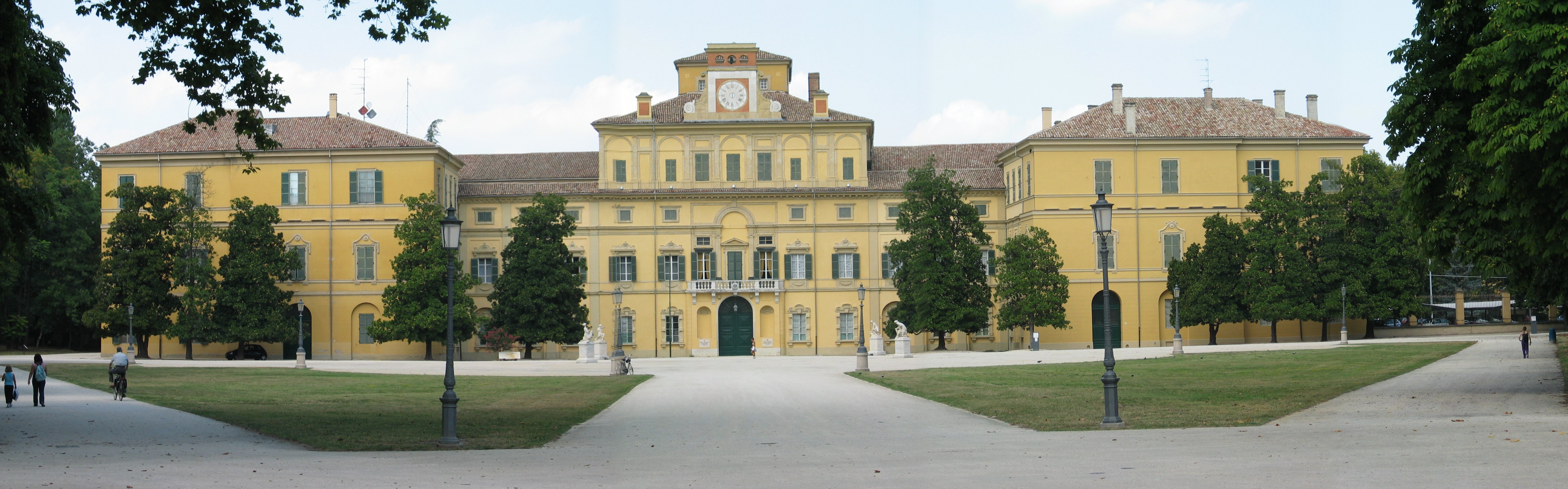
Palais ducal du Jardin.

Voir aussi la liste des monuments disparus de Parme

#### Édifices religieux

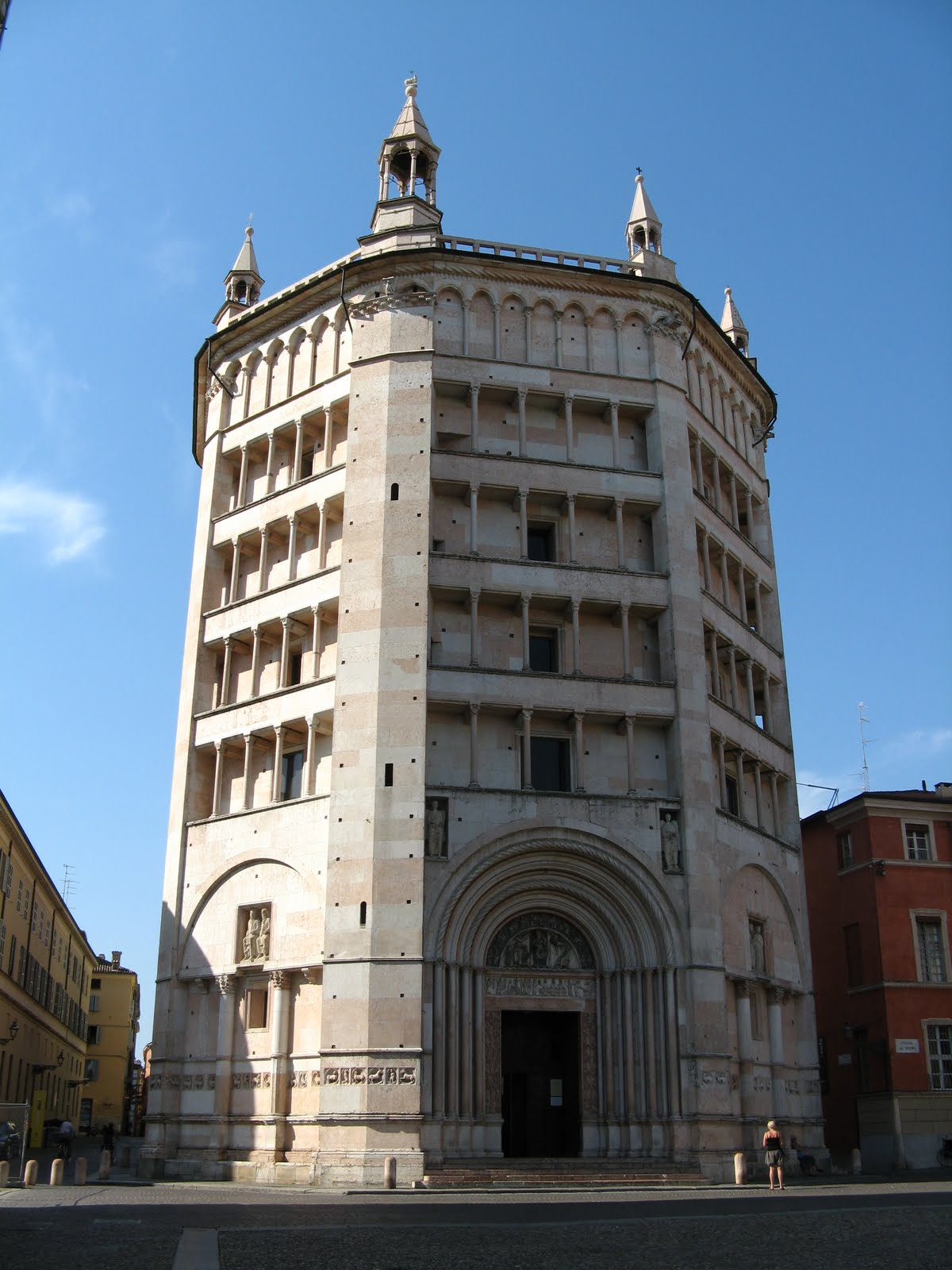
Baptistère de Parme.

- Le dôme (cathédrale), construit entre 1060 et 1073 est un joyau de l’architecture romane. L’intrados de la coupole est orné de L'Assomption de la Vierge du Corrège (1489-1534) et on peut y voir La Déposition de Croix (1178) du sculpteur et architecte Benedetto Antelami (1150-1230), auteur également en 1196 du baptistère à plan octogonal en marbre rose de Vérone qui jouxte le Duomo. Le Baptistère de Parme est considéré comme l'un des plus importants monuments médiévaux italiens.

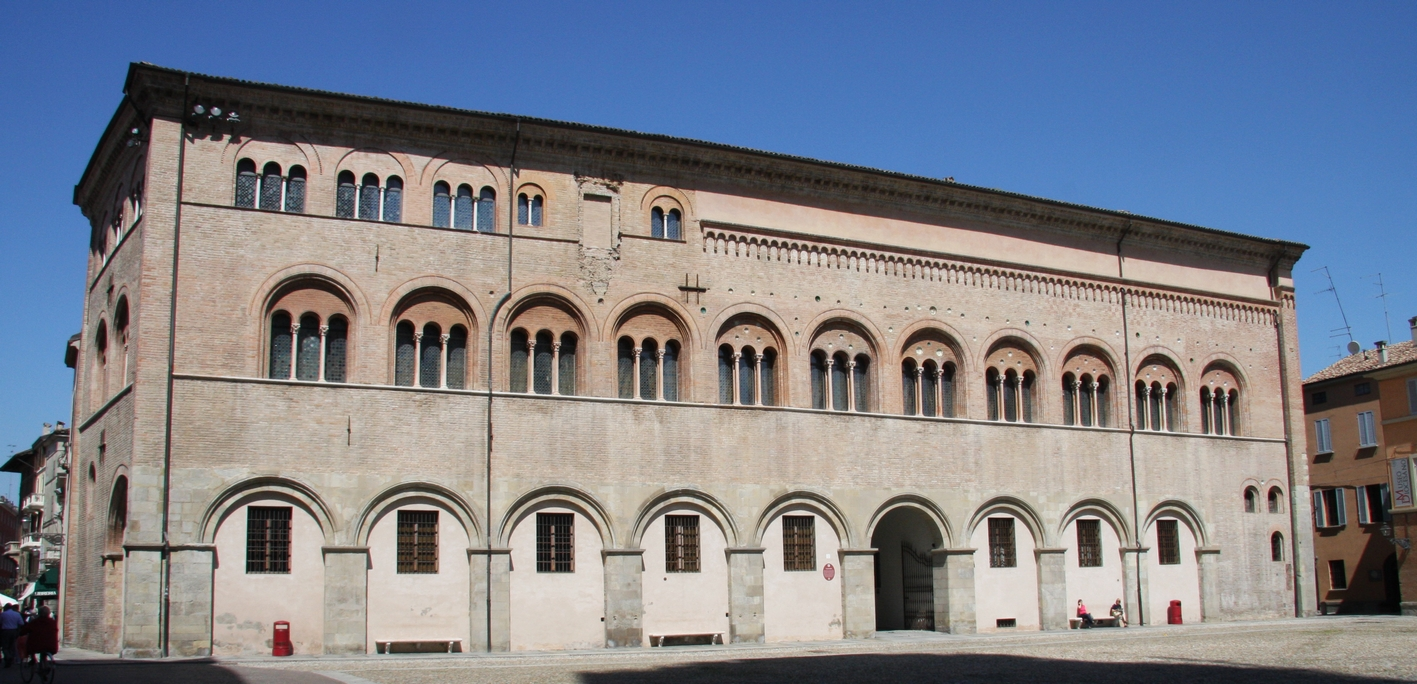
Palazzo Episcopale.

- Le baptistère, récemment restauré, érigé en 1196 sous la direction de Benedetto Antelami.
- Le Palais épiscopal datant de 1055 est le siège de l'évêché. Il a été au XVIe siècle la résidence du duc Octave Farnèse et de son fils Alexandre.
- L'abbaye Saint-Jean-l'Évangéliste (XVIe siècle), dont la coupole a été peinte par le Corrège et certaines chapelles par le Parmesan.
- Le monastère San Paolo (it) et ses deux chambres peintes en 1500 par le Corrège.
- L'église Santa Maria della Steccata (« de la Palissade »), fondée en 1521 pour abriter une image de la Vierge très vénérée par les Parmesans.
- L'abbaye de Valserena (it), construite en 1298, peut avoir été la source d'inspiration pour le roman de Stendhal, La Chartreuse de Parme[8].
- L'église Santa Maria del Tempio (aujourd'hui désacralisée), édifice médiéval.
- L'église Santa Caterina du début du XIVe siècle.
- L'église de l'Annonciation du XVIe siècle.
- L'église San Giuseppe du XVIIe siècle.
- L'église Santa Maria degli Angeli du XVIIe siècle.
- La synagogue, inaugurée en 1866.

#### Édifices civils

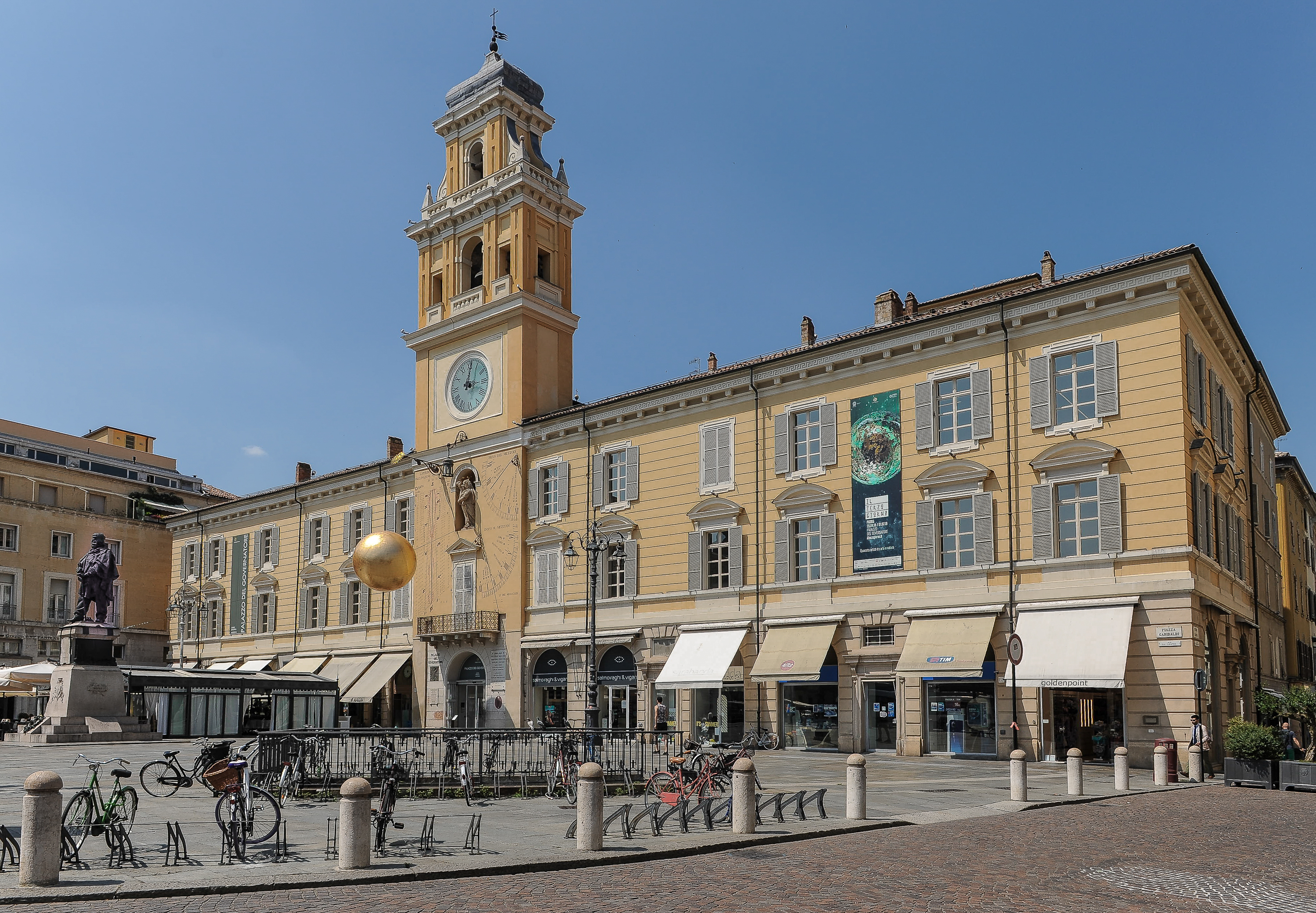
Le Palazzo del Governatore sur la place Garibaldi.

- Le Palazzo della Pilotta (XVIe siècle), majestueux complexe farnésien, fut construit comme bâtiment de « service » de la cour intégré au palais ducal, et abrite la galerie nationale de Parme, dont la collection contient entre autres des œuvres de Léonard de Vinci, du Parmesan dont la célèbre esclave turque, du Corrège, du Greco, de Raphaël, de Bertoja, de Bruegel, de Fra Angelico et de Van Dyck, ainsi qu’un portrait sculpté de Marie-Louise par Canova.
- À l’intérieur de ce palais se trouvent aussi le théâtre Farnèse (XVIIe siècle), premier théâtre de l'histoire à avoir eu une scène mobile[9], l'Accademia delle Belle Arti, la Biblioteca Palatina fondée en 1761 dans le cadre de la politique culturelle des Lumières et promue par Don Philippe de Bourbon[10], le Museo Archeologico et le Museo Bodoniano.
- La place Garibaldi, située sur le site de l’ancien forum, aujourd'hui cœur de la ville, est entourée du Palazzo Finardi fondé au Moyen Âge, de l'église San Pietro Apostolo de style néoclassique, du Palazzo del Comune (la mairie) construit en 1627 et du Palazzo del Governatore édifié en 1283 par le podestat florentin Tegghia de Buondelmonti. Son nom d'origine est le Palazzo San Giorgio o dei Mercati, siège des marchands et du gouverneur de Louis IV du Saint-Empire à partir de 1330[11]. La tour qui se dresse sur le palais du gouverneur est construite en 1673 par Giuseppe Barattieri. L'aspect actuel du palais date de 1760 et est l'œuvre de Petitot.
- L'Ospedale Vecchio construit en 1201 abrite l'Archivio di Stato, l'Archivio comunale, la bibliothèque Bizzozzero et la bibliothèque Civique.
- Le Parco Ducale, poumon vert de la ville, est réalisé en 1561 par le Vignole. À l'intérieur se trouvent le palais ducal du Jardin, siège de la représentation des ducs et résidence d'été, ainsi que des sculptures du Boudard et le petit palais Sanvitale, exemple de l'architecture renaissance à Parme.
- L'arc de San Lazzaro, arc de triomphe de style néoclassique situé au centre de la Via Emilia Est.

#### Palais

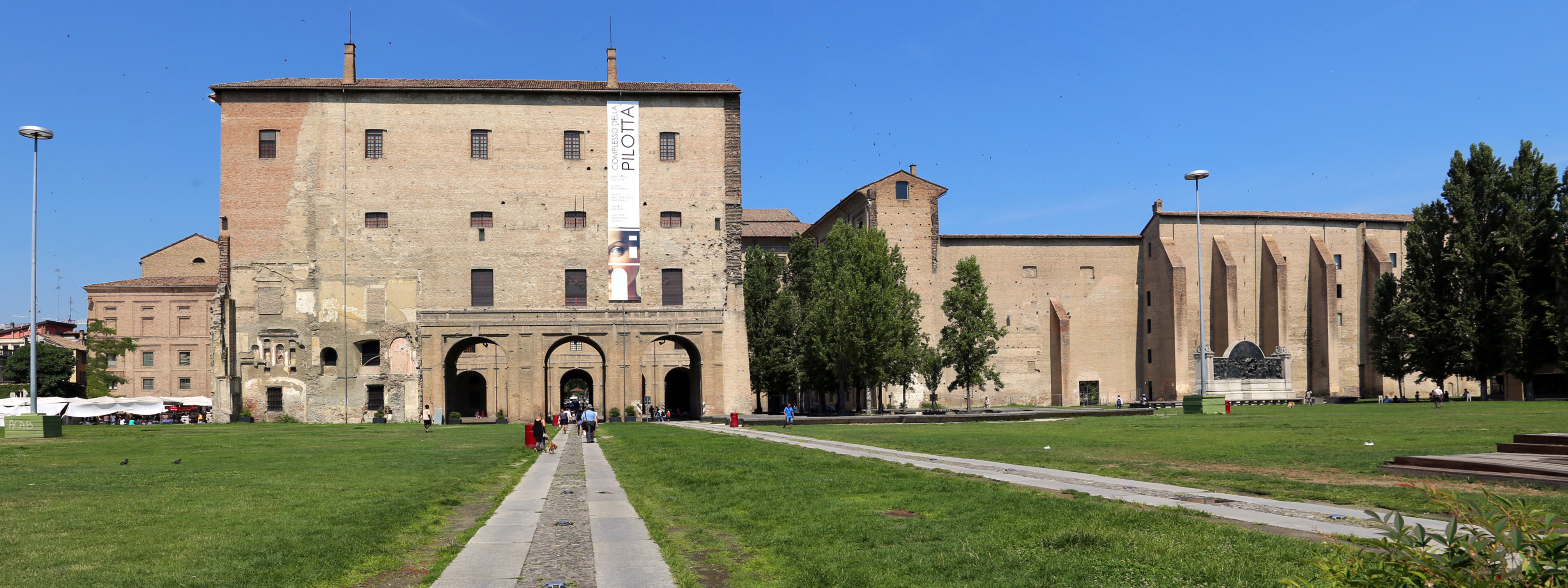
Palazzo della Pilotta.

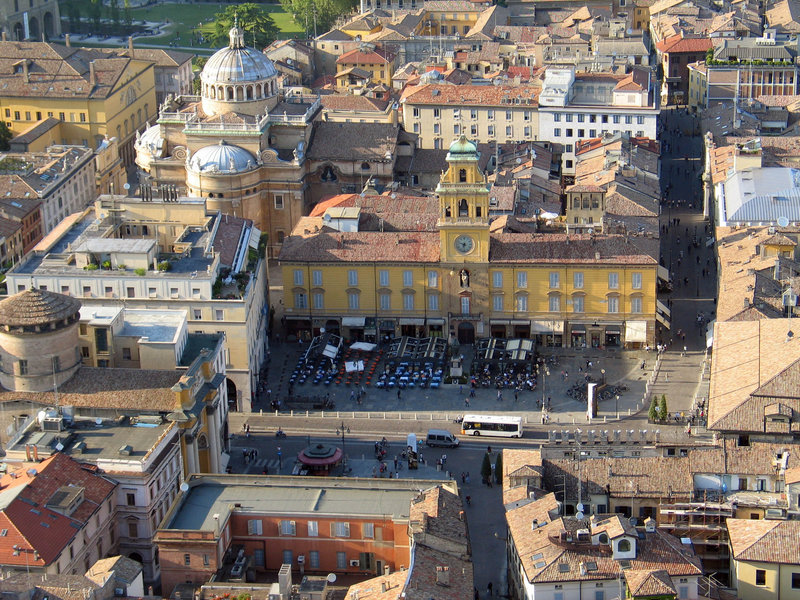
Vue aérienne de la place Garibaldi.

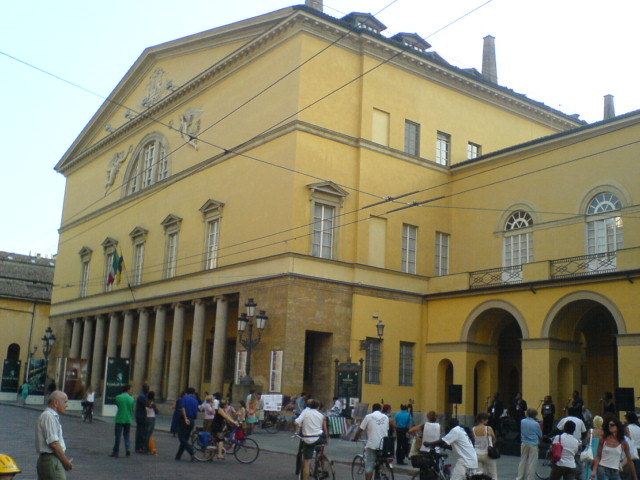
Le Teatro Regio.

- Le Palais Borri d'origine Renaissance a été grandement modifié au cours du temps. La façade remonte au milieu du XIXe siècle. À l'intérieur, une fresque attribuée à Jacopo Bertoia ainsi qu'une sculpture de Tommaso Bandini.
- Palais Bossi Bocchi (it) d'origine médiévale, a été transformé en profondeur aux XVIe – XIXe siècle et au début du XXe siècle suivant un projet de Camillo Uccelli. Depuis 1995, le palais est le siège de la Fondation Cariparma qui y expose sa collection d'art.
- Le Palais Carmi de style néoclassique.
- Le Palais Cusani fut acquis par la communauté de Parme en 1602 de Galeazzo Cusani pour héberger la Faculté de droit et de médecine. Il devint l'hôtel de la monnaie en 1778 et le tribunal en 1820.
- Palais Dazzi, construit entre 1794 et 1797 par le marquis Corradi-Cervi suivant un projet de l'architecte Domenico Cassetti, élève de Petitot. Le palais comprend de nombreuses décorations en stuc et dans la cour l'Innocence du sculpteur Tommaso Bandini (it).
- Palais Intendenza di Finanza, dit des ministères, fut construit au XVIIIe siècle. Il fut la résidence de Guillaume du Tillot. À l'intérieur, des peintures d'Antonio Bresciani avec des scènes issues des fables de La Fontaine.
- Palais Marchi (it), construit entre 1770 et 1774 par le marquis romain Scipione Grillo suivant un projet de l'architecte Giovanni Furlani, élève de Petitot. Le palais fut acquis en 1859 par la famille Marchi et comprend de nombreuses décorations en stuc de Giocondo Albertolli.
- Palais Maria Luigia (it) fut érigé sur les fondations du palais impérial de l'Arena construit par Frédéric Barberousse. Il fut la résidence des Da Correggio puis le siège du collège Lalatta et en 1834 du collège ducal Marie-Louise. À l'intérieur, des fresques du XVIe siècle de Michelangelo Anselmi et Lattanzio Gambara ainsi qu'un théâtre du XIXe siècle.
- Palais Pallavicino (it), construit dans la seconde moitié du XIVe siècle par les Sforza de Santafiora, doit son aspect actuel aux travaux réalisés au XVIIIe siècle par les Pallavicino. À l'intérieur, des fresques de Sebastiano Galeotti, des peintures d'Aureliano Milani et de Girolamo Donnini.
- Le Palazzo di Riserva ou Delle Poste fut acquis par la maison ducale au XVIIe siècle puis il fut transformé en théâtre ducal jusqu'à la construction du Teatro Regio au XIXe siècle.
- Palais Rangoni (it), qui appartenait à la famille Cantelli, fut acquis en 1572 par le comte Giulio Rangoni, seigneur de Roccabianca. En 1690, il est devenu une résidence des membres de la famille Farnèse et en 1945, il devient le siège de la préfecture. À l'intérieur, de nombreuses décorations de stuc réalisées par le sculpteur Carlo Francesco Melloni.
- Palais Dalla Rosa Prati (it) émerge sur la surface d'habitation de la famille du chroniqueur Salimbene de Adam. Le palais fut acheté par la famille Prati au XVe siècle dont la descendante épousa en 1694 un Dalla Rosa. En 1851, le gouvernement ducal acquit les tableaux de la famille qui sont exposés à la Galleria Nazionale.
- Palais Ridotto dei Nobili fut édifié en 1764 suivant le projet de Petitot. L'architecte Paolo Gazzola réalisa en 1849 l'appartement du duc Charles III de Bourbon. Depuis 1961, le palais est siège du Museo Glauco Lombardi. À l'intérieur, des stucs réalisés par Benigno Bossi.
- Palais Sanvitale, qui appartenait à des familles aristocratiques, fut acquis au XVIIe siècle par les Sanvitale et réaménagé en plusieurs étapes. À l'intérieur, des fresques de Sebastiano Galeotti et de Domenico Muzzi (1787) et des stucs de Benigno Bossi. Le palais a été acquis en 1978 par la Banca Monte.
- Palais Soragna (it), qui appartenait à la famille Dalla Rosa, fut acquis en 1795 par le prince Meli Lupi de Soragna. Il a été réaménagé suivant un projet de l'architecte Angelo Rasori (it). Depuis 1980, le palais est le siège de l'Unione Parmense degli Industriali.

## Dialecte
À Parme, on parle aussi un dialecte local très typique, le pramzàn, qui dérive du latin et du bas latin médiéval, en voici quelques exemples :
- Mi : je (du latin mihi) – Ti : tu (du latin tibi) – Lu : il – Lè : elle – Nojäter ou Nuäter : nous – Vojäter ou Vuäter : vous – Lor : ils/elles (du latin illorum) ;
- a m'è devis : il me semble (du latin mihi visus est) ;
- butér : beurre (de butyrum) ;
- maringon : menuisier (de magister lignois) ;
- sburlär : pousser (de sburlare) ;
- rezdor : chef de famille (de rector) ;
- sòreg : souris (de sorex).

Sous la domination des Farnèse (premiers ducs de la ville) ont été introduits des mots d’origine espagnole (soghètt : corde, de l’espagnol soga) et portugaise (arlia : sale tour, de arelìa). Par la suite, les liens entre Parme et la France ont enrichi ce dialecte avec des mots d’origine française (cabarè de cabaret, comò de commode, buffè de buffet, tomachi de tomates, pom da tera de pomme de terre, madam de madame).
En 2005, la ville crée un théâtre de rue entièrement consacré aux œuvres réalisées en dialecte de Parme, le Teatro Dialettale.

## Médias
En 1735, la ville vit apparaître l'un des premiers journaux d’Italie, la Gazzetta di Parma qui de 1772 à 1779 est imprimée par le typographe Giambattista Bodoni (1740 – 1813). Le talentueux imprimeur arriva à Parme en 1768 pour y prendre la direction de l'imprimerie ducale. La ville a consacré un musée à ses œuvres (Museo Bodoniano (it)). Ce quotidien local compte aujourd’hui un tirage moyen de plus de 50 000 copies par jour et il est distribué exclusivement dans la province et dispose depuis 2005 d'une parution électronique. Ce chiffre est très important rapporté à la population du territoire de diffusion (environ 415 000 habitants dont 174 000 résidents dans le chef-lieu).
Parme dispose d'une télévision locale, TVPARMA, créée en 1978.

## Politique et administration

### Les maires
| Période                                  | Période                        | Identité              | Étiquette                            | Qualité            |
| ---------------------------------------- | ------------------------------ | --------------------- | ------------------------------------ | ------------------ |
| 1838                                     | 1844                           | Pietro Borsi          |                                      |                    |
| 1889                                     | 1914                           | Giovanni Mariotti     |                                      |                    |
| 1920                                     | 1923                           | Amedeo Passerini      |                                      |                    |
| 1923                                     | 1946                           | Mario Montovani       |                                      |                    |
| 1946                                     | 1951                           | Primo Savani          | PCI                                  |                    |
| 1951                                     | 1956                           | Giuseppe Botteri      | PCI                                  |                    |
| 1956                                     | 1964                           | Giacomo Ferrari       | PCI                                  |                    |
| 1964                                     | 1970                           | Enzo Baldassi         | PCI                                  |                    |
| 1970                                     | 1976                           | Cesare Gherri         | PSI                                  |                    |
| 1976                                     | 1980                           | Aldo Cremonini        | PSI                                  |                    |
| 1980                                     | 1989                           | Lauro Grossi          | PSI                                  |                    |
| 1989                                     | 1992                           | Mara Colla            | PSI                                  |                    |
| 1992                                     | 1998                           | Stefano Lavagetto     | PDS                                  |                    |
| 1998                                     | 2007                           | Elvio Ubaldi          | CCD                                  |                    |
| 2007                                     | démission le 29 septembre 2011 | Pietro Vignali        | PDL                                  |                    |
| 20 octobre 2011                          | 16 novembre 2011               | Annamaria Cancellieri | -                                    | commissaire-préfet |
| 16 novembre 2011                         | 20 mai 2012                    | Mario Ciclosi         | -                                    | commissaire-préfet |
| 25 mai 2012                              | 1er juillet 2022               | Federico Pizzarotti   | Mouvement 5 étoiles puis indépendant |                    |
| 1er juillet 2022                         | en cours                       | Michele Guerra        | Indépendant                          |                    |
| Les données manquantes sont à compléter. |                                |                       |                                      |                    |

## Population et société

### Évolution démographique
Habitants recensés

### Style de vie

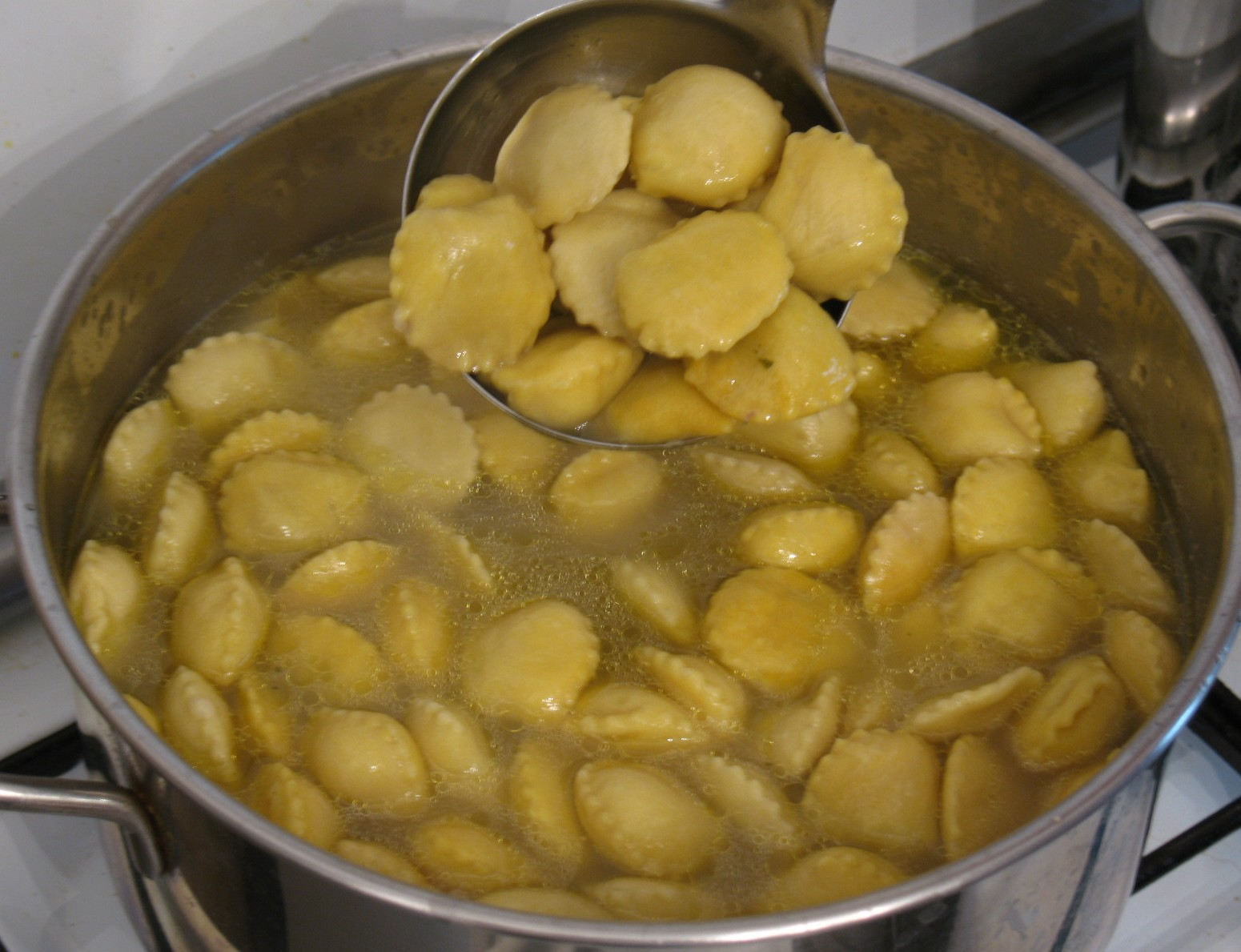
Anolini in brodo (au bouillon).

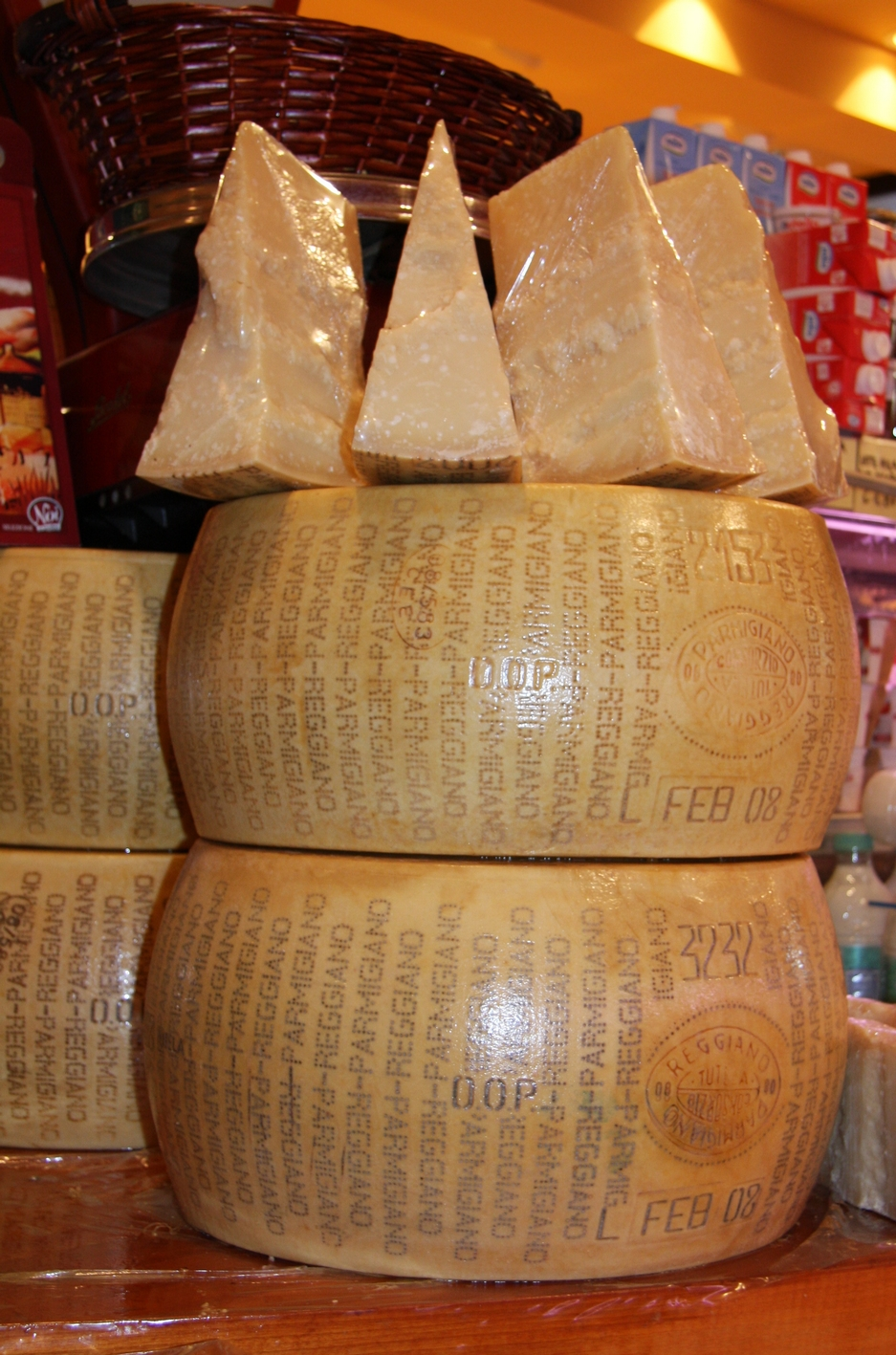
Fromage parmigiano reggiano.

Parme est parmi les villes les plus riches d'Italie et la dolce vita fait donc partie du quotidien : bonne cuisine (la ville est réputée pour les productions agricoles de la province de Parme dont elle fait partie : prosciutto di Parma, pâtes et parmigiano reggiano), élégance, voitures de luxe et boutiques à la mode. L'accès au centre historique de Parme est contrôlé par des ZTL.
Les plats typiques de Parme sont :
| entrée                      | Premier plat                            | Second plat                        | Plats cuits au four           | Desserts                             |
| --------------------------- | --------------------------------------- | ---------------------------------- | ----------------------------- | ------------------------------------ |
| Prosciutto di Parma         | Tortelli d'erbetta                      | Arrosto di maiale (rôti de porc)   | Torta di riso (gâteau de riz) | Violetta allo zucchero               |
| Salame di Felino            | Anolini in brodo (au bouillon)          | Bomba di riso                      | Spongata                      | Pasta ripiena                        |
| Spalla Cotta di San Secondo | Tortelli di patate                      | Stracotto di manzo e gallina       | Castagnaccio (Patòn'na)       | Torta di mandorle (gâteau d'amandes) |
| Culatello di Zibello        | Tortelli in savor                       | Punta al forno                     |                               | Viennese al cioccolato               |
| Fiocchetto                  | Soufflé di Parmigiano                   | Rosa di Parma                      |                               | Scarpette di S.Ilario                |
| Torta Fritta                | Timballo di riso con crema di formaggio | Trippa parmigiana (« buzèca »)     |                               | Zuppa Inglese                        |
| Parmigiano reggiano         | Risotto alla parmigiana                 | Cima ripiena o « picàja »          |                               | Baci                                 |
| Cicciolata                  | Tagliatelle al prosciutto di Parma      | Vécia (peperonata, patate e carne) |                               | Dolce al Nocino                      |
| Mortadella                  | Maltagliati al culatello                | Bolliti misti                      |                               | Crostata di noci                     |
| Culaccia                    | Quadrucci alla verza e prosciutto       | Prosciutto di Parma in crosta      |                               | Meringata di castagne                |

## Sport
Le stade Ennio-Tardini, d'une capacité de 29 000 places, démontre également que la ville de Verdi aime le sport (rugby et baseball), et surtout vibre pour le calcio. Grâce aux appuis financiers de la famille Tanzi, ex-propriétaire de la Parmalat, le Parma Associazione Calcio (devenu Parma Football Club en 2002) a été réorganisé au début des années 1990. Pour des résultats importants puisque l'équipe a longtemps tutoyé les sommets du football international en s'adjugeant 3 fois la Coupe d'Italie (1992, 1995, 2002) pour deux finales perdues, une Super Coupe d'Italie (1999), une Coupe des Coupes européenne (1993), une finale de Coupe des Coupes européenne (1994), une Super Coupe d'Europe (1993), et 2 Coupes de l'UEFA (1995, 1999). En seulement 10 années de haut niveau, le club a quasiment tout gagné, si ce n'est le championnat d'Italie, seule compétition avec la Ligue des Champions qui manque à son palmarès. Aujourd'hui, un nouveau projet sportif a été dessiné pour le FC Parma Calcio, qui désire encore plus mettre l'accent sur la jeunesse. En valorisant de façon optimale leur centre de formation, les dirigeants souhaitent à terme que le club devienne le vivier de footballeurs numéro 1 en Italie.
Parma dispose d'une équipe de baseball le Parma Baseball qui joue en division A1 (l'équipe est une des plus titrés d'Italie et d'Europe) et de quatre en A2. En rugby à XV, Parme dispose de plusieurs équipes de premier plan, l'Overmach Rugby Parma, le Crociati Rugby Football Club et le Gran Rugby qui ont remporté trois fois le championnat italien. Deux équipes de football américain sont en première division, les Panthers Parma et les Bobcats. D'autres sports, notamment le basket-ball féminin contribue à donner une image de ville sportive de haut niveau.

## Économie

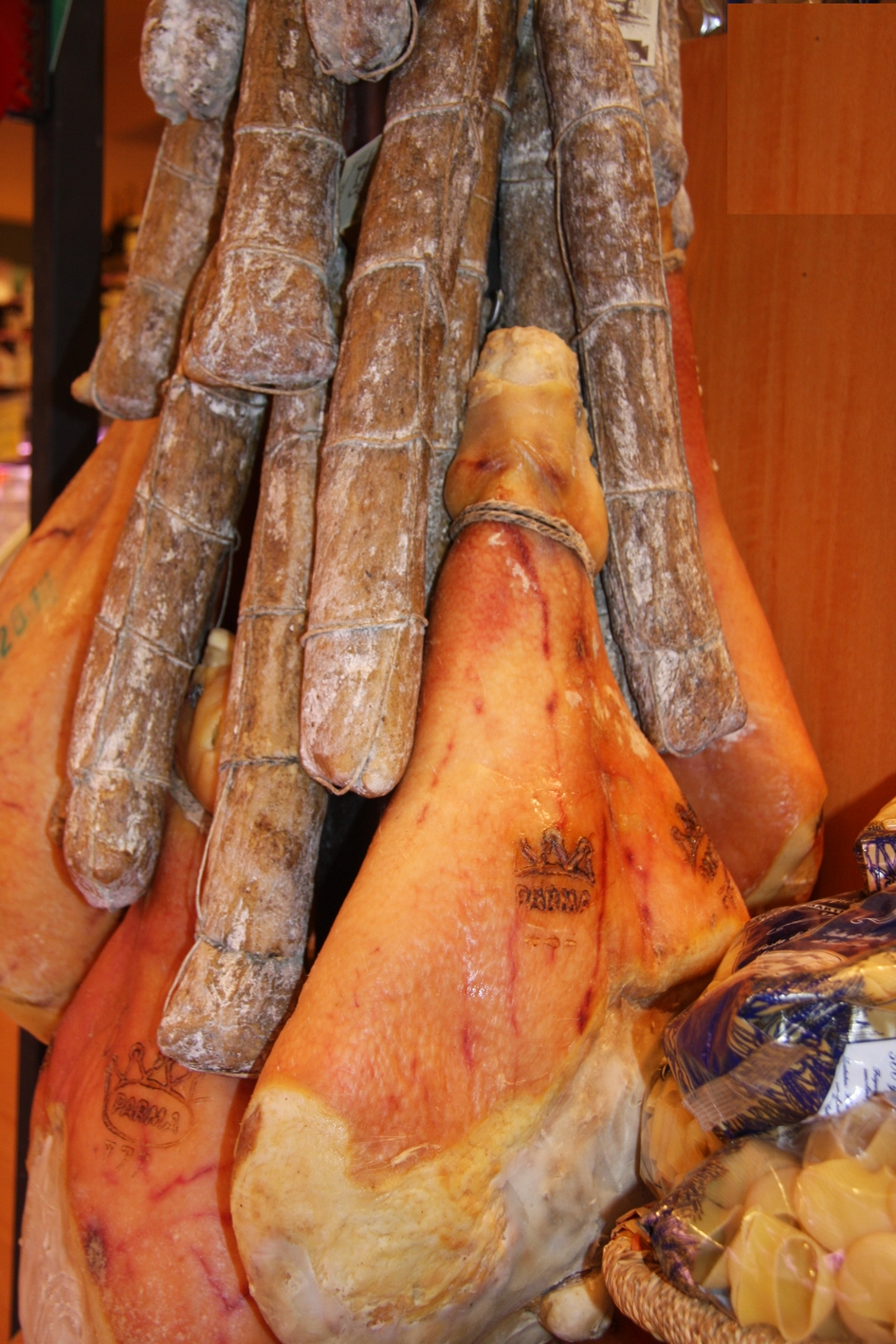
Prosciutto di Parma et saucissons de Felino.

Parme se situe au centre de la province de Parme où se situe un important réseau agro-alimentaire d'échanges tant au niveau européen qu'au niveau international, au point que cette province est parfois nommée « food valley heart ».
On n’y voit aucun animal dans les champs : l'élevage y est concentrationnaire et confiné dans de vastes hangars. Pourtant, la province de Parme est connue pour ses productions de lait et transformations laitières (fromage parmigiano-reggiano), de salaisons séchées (prosciutto di Parma, culatello di Zibello, spalla), de conserves végétales, de pâtes et de produits cuits au four.
Cette activité, soutenue par des entreprises de l'industrie agroalimentaire de première importance (Barilla, Mulino Bianco, Parmalat), a contribué à la candidature de Parme au siège de l'Autorité Européenne de Sécurité des Aliments (AESA ou EFSA), sur décision du 13 décembre 2003. L'inauguration a eu lieu le 21 juin 2005 en présence du premier ministre italien Silvio Berlusconi et du président de la Commission européenne José Manuel Barroso.

« Parme acquerra un souffle international. Et devra se préparer à parler français et anglais aussi bien que l'italien. »

— Giorgio Calabrese, professeur d'université, unique membre italien du Conseil d'administration de l'European Food Security Agency, 14 décembre 2003
En 2004, la province de Parme a été durement touchée par le scandale financier de la société Parmalat.
La ville affiche l'un des taux de chômage les plus bas du pays (2,6 % en 2004). Elle héberge de nombreuses entreprises agroalimentaires qui représente la moitié du chiffre d'affaires industriel et artisanal de la ville, soit 7,8 milliards d'euros sur 15,6 milliards d'euros en 2002. Avec 950 millions d'euros environ réalisés sur Parme en 2002.
Parme dispose d'une université dotée d'infrastructures scientifiques d'avant-garde qui forme des professionnels hautement qualifiés dans les secteurs juridiques, scientifiques et humanistes. Née au XIe siècle, l'Université de Parme compte plus de 1 000 professeurs et 31 000 étudiants qui fréquentent les dix facultés. Elle se distingue tout particulièrement pour sa compétence dans le secteur agro-alimentaire, que ce soit pour la formation ou pour la recherche. Parme est aussi le siège de la « Station expérimentale pour l'industrie des conserves alimentaires » (SSICA) où travaillent plus de cent chercheurs dans des laboratoires technologiques, disposés sur une superficie de 16 000 mètres carrés.
Le Collège européen de Parme s'est installé dans la ville en 2003 ; il s'agit d'un institut de formation supérieure visant à préparer les jeunes diplômés européens dans les domaines du droit, de l'économie et des politiques de l'Union européenne. La formation proposée par le Collège européen de Parme offre un curriculum académique d'excellence et à caractère interdisciplinaire sur le processus d'intégration européen.

## Jumelages
| Ville | Ville           | Pays | Pays       | Période     |
| ----- | --------------- | ---- | ---------- | ----------- |
|       | Bourg-en-Bresse |      | France     |             |
|       | Bratislava      |      | Slovaquie  |             |
|       | Cluj-Napoca     |      | Roumanie   |             |
|       | Guadalajara     |      | Espagne    |             |
|       | Ljubljana       |      | Slovénie   |             |
|       | Rosario         |      | Argentine  |             |
|       | Shijiazhuang    |      | Chine      |             |
|       | Stockton        |      | États-Unis |             |
|       | Szeged,         |      | Hongrie    | depuis 1988 |
|       | Tours           |      | France     | depuis 1976 |
|       | Worms           |      | Allemagne  |             |

## Personnalités liées à la commune
- Alberto Galeotti (vers 1220-vers 1285), jurisconsulte italien né à Parme
- Giacomo Sanvitale (1668-1753), historien italien né à Parme
- Francesco Simonini (1686-1753), peintre
- Claudio Linati (1790-1832), peintre et lithographe italien né à Parme
- Giuseppe Alinovi (1790-1869), compositeur
- Giusto Dacci (1840-1915), compositeur et pédagogue
- Camillo Scaramuzza (1842-1915), peintre italien
- Anne Marie Adorni (1805-1893), religieuse béatifiée, fondatrice des servantes de l'Immaculée Conception de Parme
- Giovanni Bottesini (1821-1899), compositeur et chef d'orchestre
- Guy Marie Conforti (1865-1931), évêque de Parme, canonisé par l'Église catholique
- Arturo Toscanini (1867-1957), chef d'orchestre et compositeur
- Paola Borboni (1900-1995), actrice de théâtre et de cinéma
- Lino Ventura (1919-1987), acteur italien immigré en France
- Germano Proverbio (1924-2020), religieux et latiniste italien.
- Alberto Michelotti (1930-2022), arbitre de football italien
- Adriano Malori (né à Parme le 28 janvier 1988), coureur cycliste italien
- Marcus Thuram (né à Parme le 6 août 1997), joueur de football français